# William Napier
Sir William Francis Patrick Napier (født 17. december 1785, død 12. februar 1860) var en engelsk general og militærforfatter, søn af George Napier, bror til Charles James, George Thomas og Henry Edward Napier.
Napier deltog i ekspeditionen mod Danmark og bombardementet 1807 og derefter i kampene 1809—14 i Spanien. Han blev 1841 generalmajor og fungerede 1842—48 som guvernør af Guernsey.
Napier har været en ret frugtbar forfatter. Hans hovedværk er History of the War in Peninsula and in the South of France (1828—40 og senere i mange oplag).